# Nhóm ngôn ngữ Khơ Mú
Nhóm ngôn ngữ Khơ Mú là một nhóm các ngôn ngữ trong ngữ hệ Nam Á được sử dụng chủ yếu ở miền bắc Lào, cũng như ở nước láng giềng như phía bắc Việt Nam và miền nam Vân Nam, Trung Quốc. Tiếng Khơ Mú là ngôn ngữ có nhiều người nói nhất trong nhóm này.